# Andrés Valenzuela del Valle
Andrés Hernán Valenzuela del Valle (5 de noviembre de 1952) es un ingeniero comercial, empresario y consultor chileno, presidente de la Bolsa Electrónica de su país (BEC) por espacio de cuatro años.
Estudió ingeniería comercial en la Universidad de Concepción, donde se tituló en 1975.
Antes de asumir la gerencia general de la corredora de bolsa del Banco de A. Edwards, en 1993, laboró en la Bolsa de Comercio de Santiago, ABN Tanner Corredora de Bolsa, Tanner ABN Administradora de Fondos Mutuos y en Citicorp Chile, donde cumplió distintos cargos.
Ejerció como presidente de la BEC entre 1996 y 2000.
Desde 2002 trabajó en la unidad de asesorías financieras de personas de Benmerchant Capital, firma de la que fue socio.
Posteriormente se incorporó como director gerente a ValCapital.
Casado con Patricia Concha, es padre de cuatro hijos.